# Pure Smokey (álbum)
Pure Smokey es el segundo álbum de estudio del cantautor estadounidense Smokey Robinson. Fue publicado en marzo de 1974 a través del sello discográfico Tamla.

## Recepción de la crítica
Un escritor no especificado de Record World le otorgó el certificado de “Hit of the Week”, y describió las canciones como “especiales, suaves y fuertemente rítmicas”.

## Créditos y personal
Créditos adaptados desde las notas de álbum de Pure Smokey.
Músicos
- Smokey Robinson – voz principal y coros
- Marv Tarplin – guitarra
- Russ Turner – teclados
- Henry Davis – bajo eléctrico
- Jeff Osborne – batería

Músicos adicionales
- Melvin “Wah-Wah” Ragin – guitarra
- Bobbye Hall – percusión

Personal técnico
- Smokey Robinson – productor
- Larry Miles – ingeniero de audio
- Russ Terrana – ingeniero de audio, mezclas
- Bruce Ellison – ingeniero de audio
- Tom Knox – ingeniero de audio
- Jim Hilton – ingeniero de audio
- Jim Britt – fotografía
- Bob Gleason – diseño de portada

## Posicionamiento

### Gráfica semanal
| Gráfica (1974)                            | Pico de posición |
| ----------------------------------------- | ---------------- |
| Estados Unidos (Billboard Top LPs & Tape) | 99               |
| Estados Unidos (Billboard Soul LPs)       | 12               |

### Gráfica de fin de año
| Gráfica (1974)                      | Pico de posición |
| ----------------------------------- | ---------------- |
| Estados Unidos (Billboard Soul LPs) | 40               |